# Volcano (album av Satyricon)
Volcano är det femte fullängdsalbumet av det norska black metal-bandet Satyricon, som gavs ut 2003. Red Ink Records återutgav albumet 2004 och lade till en musikvideo för låten "Fuel for Hatred". Moonfog gav ut en LP-version av albumet och lade till två bonusspår.

## Låtförteckning
1. "With Ravenous Hunger" – 6:40
2. "Angstridden" – 6:22
3. "Fuel for Hatred" – 3:53
4. "Suffering the Tyrants" – 5:07
5. "Possessed" – 5:21
6. "Repined Bastard Nation" – 5:44
7. "Mental Mercury" – 6:52
8. "Black Lava" – 14:31

Bonusspår på LP-versionen
1. "Live Through Me" – 4:47
2. "Existential Fear-Questions" – 5:34

- Text och musik: Satyr Wongraven

## Medverkande
Musiker (Satyricon-medlemmar)
- Satyr (Sigurd Wongraven) – gitarr, basgitarr, keyboard, sång
- Frost (Kjetil-Vidar Haraldstad) – trummor

Bidragande musiker
- Anja Garbarek – sång (spår 2, 7, 8)
- Erik Ljunggren (spelade tidigare i Zeromancer och Vampire State Building) – synthesizer, programmering
- Synnøve Solbakken – cellosampling

Produktion
- Satyr – producent, ljudtekniker, mastering, omslagsdesign
- Critter – ljudtekniker (Puk Recording Studios)
- Michael H. Fernando – ljudtekniker (Puk Recording Studios)
- Erik Ljunggren – ljudtekniker (Barracuda Studios)
- Nagellfar (Gylve Fenris Nagell) – trum-konsult
- Espen Berg – mastering
- Marcel Lelienhof – foto
- Fernander F. Flux – omslagsfotograf (Observatoriet)
- Martin Kvamme – design (Virtual Garden)
- Halvor Bodin – design (Virtual Garden)